# 黑宰
黑宰，或称黑宰部，属于哈萨克族中玉兹乃蛮部，从乃蛮部托列尕太大氏族（Төлегетай）玛太小氏族中分化而来，后定居中国新疆伊犁并繁衍为当地的强大部落。

## 名称
“黑宰”一名，在《新疆图志》中称“黑宰”，在《新疆简史》中作“克宰”、“克扎依”，清史中作“柯宰”。

## 历史
1882年7月，哈萨克黑宰部台吉胡岱们都暨萨三伯里克德巴依等率大小头目20余人并3000余户投奔伊犁，被伊犁将军金顺安置到博罗塔拉北山一带驻牧。到伊犁地区定居后，黑宰部人口发展迅速，成为该地区的一个大部落。